# Carex trichophylla
Carex trichophylla är en halvgräsart som beskrevs av Ernest Nelmes. Carex trichophylla ingår i släktet starrar, och familjen halvgräs.
Artens utbredningsområde är Vietnam. Inga underarter finns listade i Catalogue of Life.